# 東急百貨店たまプラーザ店

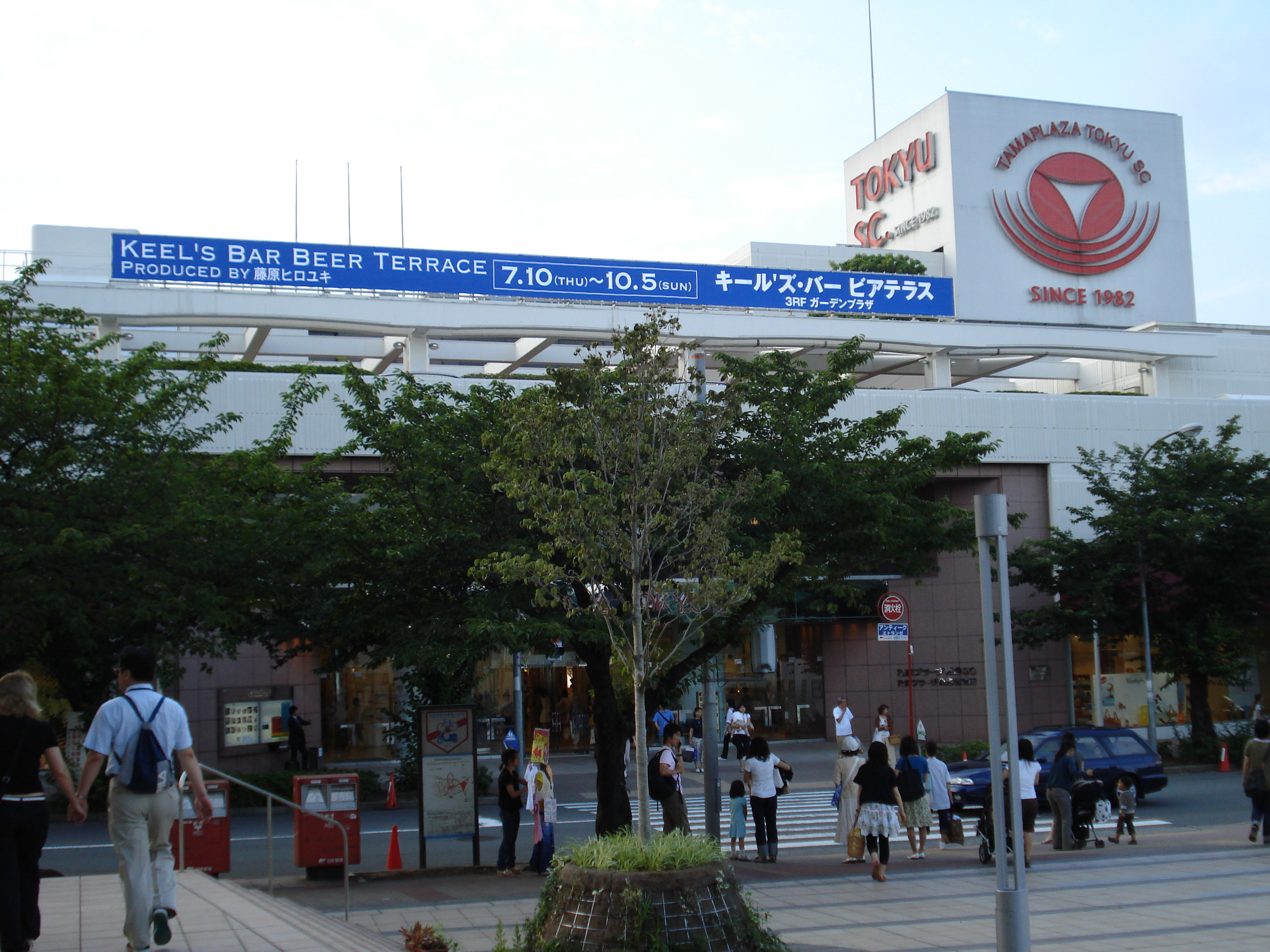
たまプラーザ東急SC時代（2008年7月）

東急百貨店たまプラーザ店（とうきゅうひゃっかてんたまプラーザてん）は、神奈川県横浜市青葉区美しが丘一丁目にある株式会社東急百貨店が経営する百貨店。東急田園都市線たまプラーザ駅駅前に所在する。TOKYUポイント加盟店。

## 歴史
- 1982年（昭和57年）10月2日[1] 東急百貨店の関連会社である株式会社たまプラーザ東急百貨店によって、たまプラーザ東急百貨店及びたまプラーザ東急SC（現:たまプラーザテラス）が開業。
- 1985年（昭和60年）12月1日[2] たまプラーザ東急百貨店が株式会社東急バラエティストアを合併し、株式会社西南東急百貨店に商号変更。
- 2000年（平成12年）6月 株式会社西南東急百貨店が株式会社日吉東急百貨店・株式会社港北東急百貨店を合併し、株式会社あおば東急百貨店に商号変更。
- 2004年（平成16年）2月 株式会社あおば東急百貨店が株式会社東急百貨店に吸収合併。
- 2009年（平成21年）9月23日 たまプラーザ東急SC営業終了。以降は、たまプラーザテラス ノースプラザとして営業し、リニューアルオープン
- 2012年（平成24年）10月28日 スカイランド（屋上遊園地）が閉園。

## 営業時間
- 全館 - 10:00～20:00（年中無休）
  - 5F - レストランワールド　11:00～22:30（オーダーストップ 22:00）
  - 屋上 - 10:00～18:00（4月～10月）、10:00～17:00（11月～3月）

## フロア構成
百貨店（ノースプラザ）
RF アディダスフットサルパークたまプラーザ
5F 子供服、洋品雑貨、玩具、文房具、レストランワールド、車椅子用化粧室
4F インテリア、家庭用品、時計、宝石・貴金属、時計、メガネ、美術、カスタマーセンター（商品券、東急ファミリークラブ、買い物相談、結納品）
3F 紳士服、洋品雑貨、鞄、旅行用品、紳士靴、催物場
2F 婦人服、洋品、喫茶
1F 化粧品、ヤングカジュアル、服飾小物・アクセサリー、婦人肌着、婦人靴、インフォメーション、車椅子用化粧室
B1F 東急フードショー（食料品）、青山フラワーマーケット、白洋舍、食料品インフォメーション
B2F 駐車場（たまプラーザテラスA駐車場   A・Ｂフロア)
B3F 駐車場（たまプラーザテラスA駐車場   C・Ｄフロア)

専門店街（ノースプラザ）
2F レディスファッションと雑貨のフロア
1F レディスファッションと雑貨のフロア、車椅子用化粧室
B1F 食と生活雑貨、サービスのフロア

## 駐車場
- たまプラーザテラスA駐車場（ノースプラザ 東急百貨店地下駐車場）
- たまプラーザテラスB駐車場（ゲートプラザ 地下駐車場)
- たまプラーザテラスC駐車場（ゲートプラザ地下駐車場）
- たまプラーザテラスD駐車場（ゲートプラザ地下駐車場）
- たまプラーザテラスE駐車場（サウスプラザ駐車場）
- たまプラーザテラスF駐車場（立体駐車場）

## 放送施設
当施設にはコミュニティ放送である横浜コミュニティ放送の送信所が置かれている。詳細は下記に記述。
| 放送局名                            | コールサイン | 周波数  | 空中線電力 | ERP | 放送対象地域 | 放送区域内世帯数 |
| ----------------------------------- | ------------ | ------- | ---------- | --- | ------------ | ---------------- |
| 横浜コミュニティ放送 愛称｢FM Salus｣ | JOZZ3BE-FM   | 84.1MHz | 20W        | 55W | 青葉区の一部 | 1万9694世帯      |